# Фридерих, Карл
Карл Ханс Райнхольд Фридерих (нем. Karl Hans Reinhold Friderich; 14 апреля 1899, Нюрнберг — 20 апреля 1978, Мюнхен) — немецкий дирижёр.
В 1917 году окончил Мюнхенский университет, где изучал психологию, музыку, историю искусства; затем в 1918—1921 гг. учился в Мюнхенской академии музыки.
В 1921—1924 гг. второй дирижёр Базельского городского театра, с 1924 г. первый капельмейстер Венской народной оперы, с 1926 г. — Верхнесилезского оперного театра в Бойтене. С 1928 г. работал в оперном театре Дортмунда, с 1932 г. — в Кобурге, с 1933 г. — генеральмузикдиректор Дармштадта. С 1937 г. руководил оркестром Берлинского радио. В 1939—1943 гг. возглавлял Симфонический оркестр Вестмарка, в этот период также много выступал в Нидерландах. После 1950 г. работал с симфоническим оркестром города Хоф. Осуществил ряд премьер, в том числе оперы Бодо Вольфа «Герб» (1934), 3-й (1934) и 4-й (1941) симфоний Вильгельма Петерсена.